# فرانك وارد (لاعب كريكت)
فرانك وارد (1865 - ) (بالإنجليزية: Frank Ward)‏ هو لاعب كريكت بريطاني.

## وصلات خارجية
- فرانك وارد على موقع إي آس بي آن كريك إنفو (الإنجليزية)